# Trio Töykeät
Das Trio Töykeät war eine der bekanntesten finnischen Jazz-Formationen.

## Geschichte
Das Trio wurde 1988 in Helsinki von Iiro Rantala gegründet. Die Musik reichte vom Ragtime bis zu gefühlvollen Walzern. Der Stil des Trio Töykeät ist oft sehr rhythmisch, energisch und virtuos. Das Trio hat zahlreiche finnische und internationale Musikpreise gewonnen. Im April 2008 gab Iiro Rantala die Auflösung der Gruppe bekannt. Das Trio Töykeät gilt bis heute (2024) als das erfolgreichste und humorvollste Klaviertrios der finnischen Jazzgeschichte.

## Besetzung
- Iiro Rantala (Klavier, * 1970 in Sipoo), studierte an der Sibelius-Akademie in Helsinki mit Schwerpunkt Jazz. Daneben lernte er von 1991 bis 1993 an der Manhattan School of Music. Neben dem Trio Töykeät spielte er mit Sinfonieorchestern und ist als Komponist tätig.
- Rami Eskelinen (Schlagzeug, * 1967) und
- Eerik Siikasaari (Bass, * 1957) studierten beide am Oulunkylä Jazz Konservatorium und an der Sibelius-Akademie. Sie unterrichten Musik in Espoo und sind in der Espoo Big Band tätig.

## Diskografie

### Eigene Alben
- Päivää (Sonet, 1990); internationaler Titel: G'day (Emarcy, 1993)
- Jazzlantis (Emarcy, 1995)
- Sisu (PolyGram Emarcy, 1998)
- Kudos (Universal Music Group, 2000)
- High Standards (EMI Blue Note, 2003)
- Wake (EMI Blue Note, 2005)
- One Night in Tampere (EMI Blue Note, 2007)

### Alben in Zusammenarbeit mit anderen Künstlern
- Klassikko
- Mit Pekka Toivanen: She Didn't Like the Wallpaper (Love Records, 1994)
- Mit Ryhmäteatteri: Rappiolla (Rockadillo Records, 1997)
- Mit Sinfonia Lahti und Jaakko und Pekka Kuusisto: Music! (BIS Records, 2002)